# Tiếng Triêng
Tiếng Triêng (hay với các tên gọi khác khư Taliang, Tariang, Talieng) là một ngôn ngữ thuộc ngữ chi Bahnar nói tại Lào và Việt Nam.
Có nhiều ngôn ngữ đã được đặt theo tên Triêng/Taliang, có nghĩa là "săn đầu người"; SEALang phân loại hai trong số này là phương ngữ của cùng ngôn ngữ cùng với Kasseng.